# Salão de Baile da Casa Branca
O Salão de Baile da Casa Branca é uma expansão planeada para a Ala Leste da Casa Branca em Washington, DC. Anunciado oficialmente a 31 de Julho de 2025, o salão de baile está planeado para ter cerca de 8,4 mil metros quadrados com capacidade para aproximadamente 650 pessoas sentadas. O salão de baile foi originalmente proposto pelo presidente Donald Trump. De acordo com a porta-voz da Casa Branca, Karoline Leavitt, o projecto será financiado de forma privada por Trump e outros doadores privados, com um custo estimado de 200 milhões de dólares. O início da construção está previsto para setembro de 2025, com término antes do fim do mandato de Trump em 2029.

## Antecedentes
Actualmente, os eventos formais na Casa Branca são realizados no Salão Leste, que tem capacidade para 200 pessoas, ou em tendas especialmente montadas no terreno da Casa Branca para jantares de estado. Trump descreveu as tendas usadas para eventos como "uma visão nada bonita".
Durante o primeiro mandato de Barack Obama, por volta de 2010, Trump falou com o conselheiro sénior David Axelrod e expressou o desejo de construir um salão de baile no terreno da Casa Branca. Em 2016, durante o segundo mandato da presidência de Barack Obama, o então candidato Trump ofereceu-se para pagar 100 milhões de dólares para financiar um salão de baile na Casa Branca, mas foi rejeitado. A porta-voz da Casa Branca, Karoline Leavitt, descreveu o salão de baile proposto como "muito necessário e requintado" e que seria concluído antes do final da presidência de Trump em Janeiro de 2029.
Trump afirmou que "nunca houve um presidente que fosse bom em salões de baile" e que ele era "bom em construir coisas". Afirmou ainda que poderia pegar no salão de baile do seu clube de golfe Trump Turnberry "... colocá-lo ali mesmo, e ficaria lindo".

## Custo e construção
A construção do salão de baile está estimada em 200 milhões de dólares, com o custo coberto pelo presidente Donald Trump e vários doadores privados, actualmente anónimos. Especialistas em ética citaram preocupações sobre o financiamento privado da reforma e possíveis conflitos de interesse e tentativas de doadores de influenciar o presidente, e a Casa Branca não respondeu se um processo de licitação competitivo foi seguido. A Ala Leste da Casa Branca será "modernizada" ao mesmo tempo que o salão de baile for construído.
A BBC News descreveu o interior proposto como sendo "luxuoso... incluindo lustres e colunas ornamentadas". O salão de baile terá 8.360 m². Os críticos do projecto descreveram a ornamentação como fora de contacto com a realidade e ostentosa. O The Hill descreveu o momento das reformas como péssimo, ocorrendo ao mesmo que tendo que relatos de empregos precários e preocupações com as tarifas de Trump sobre a economia em geral.
Especialistas entrevistados pelo The New York Times descreveram o cronograma proposto para conclusão antes de 2029 como "optimista". O jornal citou ainda preocupações e dúvidas entre historiadores e conservacionistas de que a construção se concentraria na preservação e observou que a Casa Branca estava isenta da Lei de Preservação Histórica Nacional de 1966. O edifício é, em vez disso, supervisionado por recomendações não vinculativas do Comité para a Preservação da Casa Branca.